# Finlandia en los Juegos Olímpicos de Squaw Valley 1960
Finlandia estuvo representada en los Juegos Olímpicos de Squaw Valley 1960 por un total de 48 deportistas que compitieron en 6 deportes.  
El portador de la bandera en la ceremonia de apertura fue el esquiador de combinada nórdica Paavo Korhonen.

## Medallistas
El equipo olímpico finlandés obtuvo las siguientes medallas:
| Nombre                                                       | Deporte               | Competición        |
| ------------------------------------------------------------ | --------------------- | ------------------ |
| Oro                                                          |                       |                    |
| Kalevi Hämäläinen                                            | Esquí de fondo        | 50 km M            |
| Toimi Alatalo Veikko Hakulinen Väinö Huhtala Eero Mäntyranta | Esquí de fondo        | 4 × 10 km M        |
| Plata                                                        |                       |                    |
| Antti Tyrväinen                                              | Biatlón               | 20 km M            |
| Veikko Hakulinen                                             | Esquí de fondo        | 50 km M            |
| Niilo Halonen                                                | Saltos en esquí       | Trampolín normal M |
| Bronce                                                       |                       |                    |
| Veikko Hakulinen                                             | Esquí de fondo        | 15 km M            |
| Toini Pöysti Siiri Rantanen Eeva Ruoppa                      | Esquí de fondo        | 3 × 5 km F         |
| Eevi Huttunen                                                | Patinaje de velocidad | 3000 m F           |